# Portret van een kind
Portret van een kind is een schilderij, toegeschreven aan de Zuid-Nederlandse schilder Catharina van Hemessen. Het is een van de weinige bewaard gebleven kinderportretten uit de 16e eeuw.

## Voorstelling
Het stelt een kind voor. Volgens het opschrift boven is het drie jaar oud (‘ÆTATIS·SVÆ 3’). Het is niet bekend of het een jongetje of een meisje is; tot begin 19e eeuw droegen zowel jongetjes als meisjes tot ongeveer hun vijfde jaar een lange jurk of rok al dan niet met schort. Het kind is zeer rijk gekleed. Zowel jurk als schort zijn met kant afgezet en het draagt een met edelstenen bezet kruis aan een gouden ketting. Verder zit op zijn of haar rechterhand een koolmees aan een rood koord. In de Nederlanden hadden kinderen uit hogere kringen vaak een vogel als huisdier.

## Toeschrijving en datering
Het portret is boven gedateerd ‘1559’. Vanwege het onderwerp en het kleine formaat wordt het toegeschreven aan Catharina van Hemessen.

## Herkomst
Het werk is afkomstig uit de verzameling van Cyril Flower in Londen en zijn vrouw, Constance Flower-de Rothschild. Constance, die in 1931 kinderloos overleed, liet het na aan Lionel Nathan de Rothschild, eigenaar van Exbury House in Exbury. Deze liet het na zijn dood na aan zijn zoon, Edmund Leopold de Rothschild. Die overleed in 2009 en zijn erfgenaam liet het op 2 juli 2013 veilen bij veilinghuis Christie's in Londen, waar het voor 109.875 pond werd verkocht.